# Réseautage d'affaires
 (août 2024).
Si vous disposez d'ouvrages ou d'articles de référence ou si vous connaissez des sites web de qualité traitant du thème abordé ici, merci de compléter l'article en donnant les références utiles à sa vérifiabilité et en les liant à la section « Notes et références ».

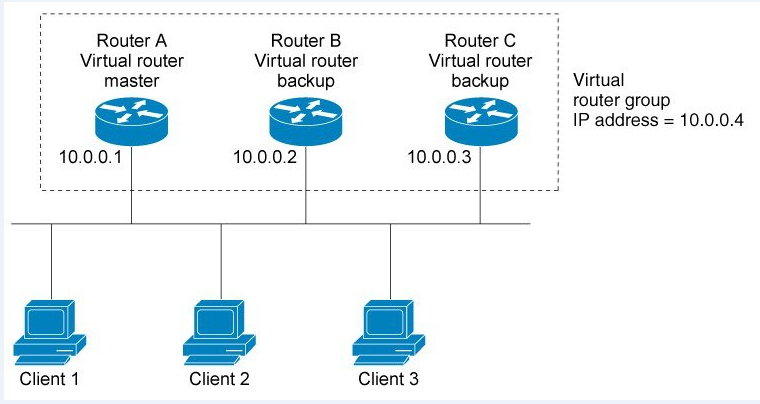
Réseautage d'affaires

Le réseautage d'affaires désigne une méthode transactionnelle basée sur la théorie des réseaux créant des possibilités d'échanges ou de dons entre des professionnels. Beaucoup d'entrepreneurs  ont un même état d'esprit et considèrent que le réseau d'affaires est une méthode plus efficace que les efforts dépensés en publicité ou en relations publiques. En effet, cette activité est peu onéreuse et repose davantage sur un engagement personnel que sur l'argent détenu par une entreprise.
À titre d'illustration, un réseau d'affaires peut se rencontrer de façon hebdomadaire ou mensuelle dans le but d'échanger des besoins et se donner des références. Parallèlement à cette activité, les membres rencontrent souvent d'autres membres en tête à tête pour construire des relations personnelles en dehors du cercle.
Le réseautage d'affaires consiste à ouvrir son  carnet d'adresses dans un cadre :
- Réel, c'est-à-dire matérialisé par des hommes et femmes d'affaires, par exemple à l'occasion de réunions[1],
- Virtuel, avec des rencontres pour les hommes d'affaires via Internet sur des réseaux tels que Viadeo, LinkedIn ou Xing.

Le réseautage d'affaires moderne mixe désormais le réel et le virtuel. L'une de ses formes assez poussée est le Bartering ou "échange inter-entreprises" avec des plates-formes online accompagnées de services de courtage pour favoriser les mises en relations entre entreprises. Le but de ces réseaux d'affaires est de trouver des synergies fortes pour organiser des échanges de services et marchandises.
Essentiellement tourné vers le B2B, l'objectif des clubs d'affaires est aussi de créer des flux d'affaires en local et de proximité, directement lors de réunions physiques, ou via des web appli ou apps (Ios ou Android). Ainsi, ces clubs se développent via des réseaux de franchises, de manière indépendante, ou en relation avec les institutionnels.
Scott Allen, propose une définition : « Un site web de réseautage d'affaires permet à ses utilisateurs de trouver et d'atteindre les hommes d'affaires qu'ils veulent contacter à travers des références de personnes qu'ils connaissent et en qui ils ont confiance. »

## Outils qui facilite le réseautage d'affaires
- WEAVUP (France)